# Ralce
Ralce – zalesiony szczyt o wysokości 596 m n.p.m., na Pogórzu Przemyskim, na tzw. Połoninkach Arłamowskich, przy granicy z Ukrainą.